# Artéria cerebelar inferior anterior
A artéria cerebelar inferior anterior é uma artéria da cabeça que supre  parte do cerebelo. Ela se origina da artéria basilar.